# Битка при Дезио
Битката при Дезио се провежда при Дезио, днешна Италия, на 21 януари 1277 г. между семейство Дела Торе и семейство Висконти за контрол над Милано и околностите му.

## Гражданска война между Дела Торе и Висконти
Демократичните институти на Комуна Милано, които през XII век успяват да дадат живот на управляваща класа, способна да обедини хората на територията на Милано в свободна, решителна и сплотена сила, така че да се противопостави на експанзионистичните цели на император Фридрих Барбароса, през XIII век постепенно се изпразват от съдържание от една неспособна политическа класа. Тази класа успява единствено да се разедини относно най-важните мерки за обществените дела, без да осъзнава, че поражда все повече недоволство и нестабилност. Управляващата партия е тази, оглавявана от семейство Дела Торе, докато опозицията се събира около тази на Висконти. Партията на Висконти представляваше интересите на благородниците, а тази на Дела Торе е на страната на „populares“: в действителност и двете благороднически семейни групи се представят пред масите като законни защитници на интересите на града и на неговите хора.
Дела Торе или Ториани (поради хералдическия символ на кулата, на итал. torre, който украсява герба им) налагат своите роднини и лица във всички най-важни и влиятелни политически институти на Милано, така че тяхното управление да не може повече да среща сериозни пречки. юридически и формално и ефективно премахване на системата от протодемократични гаранции, изградена и поддържана от устава на комуната. Големите обществени работи, новите градски интервенции, агресивната политика на завладяване на нови територии дават на хората от Милано илюзията за неудържимо развитие на комуната. Опозицията, водена от Висконти, е съсредоточена върху изострянето на настроенията на хората срещу действащото правителство.
На 22 юли 1262 г. Отоне Висконти е назначен за архиепископ на Милано от папа Урбан IV, разочаровайки Дела Торе, които настояват на длъжността да бъде поставен техният роднина Раймондо дела Торе, епископ на Комо. Номинацията е официално оспорена въз основа на предполагаемата принадлежност на Висконти към еретически движения. Говори се, че Висконти са били последователи на катарите, подклаждащи сектантска омраза. Това, което очевидно представляваше интерес, е контролът върху много богатите църковни активи; но пропагандата се опитва да облагороди конфликта, като го представи като нещо като кръстоносен поход в защита на истинската вяра. Става въпрос за гражданската война. Всъщност подозренията за връзки с еретическите движения на времето, що се отнася до Висконти, не се основават само на клевета и пропаганда. Майката и сестрата на Отоне Висконти, Берта и Беатриче, изглежда са били близки до вдъхновените от катарите еретични движения на Бедните от Конкорецо: самата Беатриче е съпруга на Еджидио ди Кортенова, изрично обявен за еретик от папска була. Нещо повече, позицията на селището, в което Отоне е направил първите стъпки в църковната си кариера – Дезио, може да благоприятства контактите с катарските седалища Мариано Коменсе и Конкорецо. 
Междувременно икономическата криза се влошава – нещо, което управляващата партия не успява да предотврати, освен чрез доверие в бъдещи и малко вероятни военни завоевания и чрез затягане на полицейските мерки и поддържане на обществения ред.

## Битка: 21 януари 1277 г.
Гражданската война, с възходи и падения, продължава десетина години, ставайки все по-ожесточена: през януари 1277 г. кризисната ситуация вече е на най-високо ниво. Войските на бунтовниците или бандитите (както Дела Торе наричат силите на Висконти) се опитват да атакуват от север: всъщност от запад и юг те са многократно отблъснати със сериозни загуби. Равнините и пустошта на запад всъщност са най-благоприятното бойно поле за мощната бронирана кавалерия на армията на Милано – вместо това от север, особено след като Комо, винаги съперник на Милано, е решил да се присъедини към бунтовническата кауза, атаката срещу Милано изглежда по-лесна. Всъщност територията на Брианца, с нейните хълмове, облегнати един срещу друг, и с нейните гъсти гори, прави изненадващи атаки, бързи и опустошителни нахлувания срещу вражески колони и засади на конвои и доставки, които пристигат по-лесно от Северна Европа - особено от Германия, официален съюзник на Комуна Милано, свързана с Германската империя чрез нещо като протекторат. Освен това миланските генерали веднага осъзнават опасността, която може да представлява северната територия. Поради тази причина в продължение на няколко години те предприемат стъпки за разрушаване на укрепленията на Брианца, за да им попречат да се превърнат в крепости, когато попаднат в ръцете на бунтовниците .създаване на непристъпна мрежа от укрепления и гарнизони. Те обаче пощадяват укрепленията на Дезио – селище на десет мили от Милано, защото трите пътя, идващи от северните граници, се събират именно там: този от Комо, този от Ерба и този от Леко. От наблюдателната кула на Дезио е възможно да се наблюдават движенията на врага, който се опитва да слезе от северния фронт, и точно поради тази причина на 20 януари 1277 г. миланската армия напуска града, за да лагерува в укрепеното селище. Дезио е важен кръстопът: за известно време е глава на енорийска църква; предвид факта, че Отоне Висконти, в младостта си, в началото на църковната си кариера, е канон ректор в Дезио, можем да се досетим, че Дезио има не само стратегическо значение.
Стратегията на миланските генерали е лесно възстановима днес: те започват да разполагат около 500 бронирани конници в селището, към които на следващия ден се присъединява пехота (и известното Карочо, който символично придружава миланската пехота за век), за да стигнат така до общо около 900 мъже. След няколко дни към тях се присъединяват още 500 бронирани конници, които току-що са отблъснали бунтовническа атака пред портите на Леко. Идеята най-вероятно е да се атакуват бунтовническите сили от две страни: както се оказва, армията на Висконти, водена от Рикардо ди Лангоско, е съставена предимно от пехота и стрелци, общо около 1200 души, и тежката миланска кавалерия лесно би ги преодоляла. След като вражеският авангард е победен, армията на Дела Торе желае да се обедини отново в един контингент, за да се придвижи срещу Комо към победа, която със сигурност би била окончателна. Но до този момент правителството е настроило вече хората срещу себе си, докато от своя страна опозиционните сили умело преодоляват недоволството на хората: така че тази нощ жителите на Дезио предават своето правителство и открито преминават на страната на бунтовниците. Това е надпревара с времето: голяма част от бунтовническата армия вече е пристигнала недалеч оттам, в Сереньо; но ако миланските подкрепления, които Дела Торе чакат от Леко, пристигнат, Висконти би трябвало да се оттеглят и да се върнат към Комо. Става въпрос за часове. Решаваща става намесата на жителите на Дезио, относно чиито начини източниците са разделени, макар че са единни в твърдението си за този факт като решаващ за съдбата на битката. Според някои през нощта човек (вероятно новият ректор на селото дон Леонардо, а според други някой си Малексератис, проникнал от Сереньо) е напуснал Дезио, за да отиде и предупреди Висконти за „отличната възможност, която се е представила за изненадваща атака; има хора, които казват, че Висконти са нападнали първи, убеждавайки населението на Дезио да се разбунтува и да отвори портите на селото. Факт е, че на разсъмване на 21 януари 1277 г. изненадващата атака срещу правителствените сили успява и Дезио е превзето.

## След битката: последствия и памет
Битката е спечелена от Висконти: Франческо дела Торе е убит, а брат му Наполеоне (Напо) дела Торе, владетелят на Милано, е пленен, за да бъде отведен да умре в затвора в кулата на Кастел Барадело в Комо.
Силно възхваляваната битка всъщност е нещо дребно от военна гледна точка. Висконти със сигурност не блестят със смелост и надделяват предимно благодарение на несъответствието на силите и фактора на изненадата, както и добра доза късмет. Това е щяло да бъде лека схватка и абсолютно поправим инцидент за сем. Дела Торе, ако не е било залавянето на Напо, господарят на Милано и безспорният глава на дома. Този факт има опустошителен психологически ефект, който определя промяната в хода на събитията.
Историческото значение на събитието веднага става ясно на неговите съвременници: Стефанардо да Вимеркате, каноник след архиепископ Отоне Висконти, възхвалява неговите победоносни дела в латинската поема Liber de rebus gestis in civitate Mediolani.
Висконти очевидно поемат управлението на Милано и неговата територия и незабавно предприемат стъпки да покрият всички общински институции със собствени доверени хора, подобно на направеното от Дела Торе преди тях, дотолкова че оцелелите Ториани, в рамките на няколко години могат да намерят достатъчно подкрепа, за да възстановят армията и да подновят гражданската война; но в момента населението изглежда освободено от тиранията, за да влезе в нов период на мир, и новият водач на народа Матео Висконти, младият племенник на Отоне, е приветстван като „Великият“ и никой вероятно не осъзнава, че с от него започва управлението на Милано. 21 януари става официален празник и в продължение на векове в катедралата се отслужва тържествена литургия, в която към „Глория“ се присъединяват и военни тромпети.
Ценен цикъл от стенописи, само частично запазени, в Зодиакалната зала на Крепостта на Арджентера припомня важните моменти от победата на Висконти, като се фокусира главно върху фигурата на архиепископа: в най-известната сцена от този цикъл е видим Отоне Висконти, на кон, който, загърнат в наметало с черна качулка, великодушно вдига ръка, за да предотврати с властен жест екзекуцията на Напо дела Торе, който, коленичил в калта, сключва ръце, сякаш моли за милост, докато войник със символът на Висконти, изрисуван върху щита (известната змийорка), е на път да спусне меча на врата му, готов да го обезглави без много церемонии (може би това е младият граф Рикардо ди Лангоско, който, както казва Стефанардо, е бил готов за да отмъсти по този начин за смъртта на брат си Гофредо, екзекутиран от Напо след битката при Гуацера). Стилът на рисунките напомнят на тези на майсторите миниатюристи отвъд Алпите и затова критиците ги приписват на същите ръце, които около 1342-1356 г. са украсили томовете на рицарски теми в библиотеката, която Висконти имат в Милано. Трябва да се каже обаче, че в стенописите няма никакви следи от намесата на хората от Дезио. Но винаги може да се мисли, че баталната сцена е описана именно в тази част от стенописите, унищожени от влагата.
Местна традиция, която обаче не е засвидетелствана от нито един исторически източник, гласи, че победителите влезли в укрепеното село, победоносно покрити от звука на копитата на хората от Дезио, подредени от тяхна страна: на тази основа от 1989 г. всяка година за началото на юни в Дезио това събитие се отбелязва чрез "Palio degli Zoccoli" – фолклорен фестивал с продължителност една седмица, в който различни области се състезават в щафетно състезание със сабо на краката си, завършвайки обиколката на Площада на базиликата два пъти.
Книгата „Tu vipera gentile“ от писателката Мария Белончи започва с влизането на Отоне Висконти в Милано след битката при Дезио и след това проследява събитията на Матео Висконти, занимаващи се с подновената гражданска война.
Битката също така вдъхновява шоуто Имало едно време от Димитри Патризи, актьор и режисьор от Дезио.

### Историографски трудове
- P. Giovio, Le vite de i dodici Visconti e di Sforza prencipi di Milano, Vinegia, 1558
- T. Calchus, Mediolanensis historiae patriae libri viginti, Mediolani, 1627
- B. Corio, Historia di Milano, Padua, 1646
- G. Giulini, Memorie spettanti alla storia, al governo ed alla descrizione della città e della campagna di Milano ne' secoli bassi, VIII, Milano
- P. Verri, Storia di Milano, I, Milano, 1783
- G. Vagliano, Sommario delle vite ed azioni degli arcivescovi di Milano da San Barnaba sino al governo presente, Milano, 1715
- C. Varese, Torriani e Visconti, scene casalinghe, pubbliche e storiche della vita milanese nel secolo XV, volume I, Ved. di A. F. Stella e Giacomo figlio, Milano, 1839
- G. Franceschini, La vita sociale e politica nel Duecento, in Storia di Milano della Fondazione Treccani degli Alfieri, IV, Milano, 1954, pp. 115–392
- E. Cattaneo, Ottone Visconti Arcivescovo di Milano, in Contributi all'Istituto di Storia Medievale, I, Milano, 1968 (Scienze storiche, 10), pp. 129–165
- A. Bosisio, Storia di Milano, Giunti, Milano, 1978
- A. Peruffo, La battaglia di Desio 1277. L'ascesa dei Visconti e la sconfitta dei Torriani. Ediz. illustrata, illustratore: L.S. Cristini, Soldiershop, coll: Battlefield, 2019